# Ardices
Genre
Ardices est un genre de lépidoptères (papillons) de la famille des Erebidae et de la sous-famille des Arctiinae.
Il comprend trois espèces, toutes originaires d'Océanie :
- Ardices glatignyi (Le Guillou, 1841)
- Ardices canescens (Butler, 1875)
- Ardices curvata (Donovan, 1805)